# Window Theory
Window Theory es una película canadiense de comedia, drama y romance de 2005, dirigida por Andrew Putschoegl, escrita por Corey Large y Kyle Kramer, musicalizada por Miles Ito, en la fotografía estuvo Andrew Huebscher y los protagonistas son Corey Large, Jennifer O’Dell y Luke Kirby, entre otros. El filme fue producido por VVS Films, Videoville Showtime y Wingman Productions; se estrenó el 25 de febrero de 2005.

## Sinopsis
Un hombre seductor y acaudalado, pero con una vida sin rumbo, vuelve a la ciudad donde nació para ir a la boda de su mejor amigo, y se entera de que la futura esposa era su novia cuando iba al colegio secundario.